# 沙坝镇 (重庆市)
沙坝乡，是中华人民共和国重庆市黔江区下辖的一个乡镇级行政单位。

## 行政区划
沙坝乡下辖以下地区：
十字村、脉东村、木良村、石桥村、西泡村、万庆村和三台村。